# Lowlanders Białystok 2019
Questa voce raccoglie le informazioni riguardanti i Lowlanders Białystok nelle competizioni ufficiali della stagione 2019.

## Roster
| Roster dei Lowlanders Białystok (2019) |
| --- |
| Quarterback - 11 Rex Dausin Running Back - Krystian Kochański - 1 Noel Graf - 2 Radosław Ciochanowski - 3 Jauheni Ščuka - 5 Damian Kołpak - 6 Mikołaj Pawlaczyk - 26 Krzysztof Czaplejewicz Wide Receiver - Adam Andrysiewicz - Filip Falkowski - Maciej Karanowski - Adrian Kuczyński - Mariusz Monach - 4 Piotr Pamulak - 9 Piotr Małyszko - 13 Tomasz Zubrycki - 15 Eryk Mąkowski - 17 Rafał Królewski - 19 Karol Wydra - 28 Bartłomiej Młodzianowski - 80 Bartłomiej Trubaj - 81 Mateusz Szurpicki - 83 Konrad Mariański - 86 Michał Śpiczko - 87 Dawid Raczko - 89 Sebastian Zimnoch Offensive Linemen - 50 Michał Maksimowicz - 56 Bartłomiej Struss - 59 Mariusz Gwardiak - 60 Łukasz Lewandowski - 61 Mateusz Samczuk - 64 Michał Ptak - 66 Sebastian Kojkoł - 70 Konrad Dzienis - 71 Olaf Moczydłowski - 72 Janusz Kulesza - 74 Vitali Sivakou OG - 77 Benjamin Michałowski - 78 Karol Wyszyński Defensive Linemen - 51 Konrad Paszkiewicz - 54 Maciej Nowacki - 55 Kacper Białek - 57 Daniel Tarnawski - 67 Damian Wesołowski - 68 Kacper Kierus - 69 Jakub Masłowski - 78 Mateusz Szczęk - 79 Wiktor Nowak - 97 Paweł Kondzior - 98 Jakub Radziszewski Linebacker - 3 Kacper Kajewski - 8 Rafał Chamera - 31 Kacper Łupiński - 32 Jakub Nowicki - 35 Piotr Sitek - 42 Zachary Blair - 45 Tomasz Żukowski - 52 Łukasz Cackowski - 58 Michał Dziubek Defensive Back - 7 Dawid Piątkowski - 10 Patryk Dumicz - 12 Wojciech Pacewicz - 17 Łukasz Czaczkowski - 18 Jan Sawicki - 20 Hubert Malinowski - 21 Mateusz Dzioban - 22 Grzegorz Mantur - 22 Louis Achaintre - 23 Jędrzej Smolarski - 25 Krzysztof Polak - 37 David Węgrzynowski - 43 Jan Stasiewicz Special Team Coaching staff Alex Burdette (HC) |

## Liga Futbolu Amerykańskiego 1 2019

### Stagione regolare
| Breslavia 23 marzo 2019, ore 13:30 | Panthers Wrocław | 45 – 6 (17-6 7-0 14-0 7-0) referto | Lowlanders Białystok | Stadion Olimpijski\| Arbitro: \| Leoniak \| |
| Arbitro:                           | Leoniak          |                                    |                      |                                             |

| Wyszków 31 marzo 2019 | Rhinos Wyszków | 0 – 41 (0-14 0-14 0-0 0-13) referto | Lowlanders Białystok | Boczne boisko Stadionu Miejskiego\| Arbitro: \| Pruszkowski \| |
| Arbitro:              | Pruszkowski    |                                     |                      |                                                                |

| Białystok 6 aprile 2019, ore 12:00 | Lowlanders Białystok | 13 – 39 (0-13 6-13 0-13 7-0) referto | Tychy Falcons | Stadion Miejski\| Arbitro: \| Jurzyk \| |
| Arbitro:                           | Jurzyk               |                                      |               |                                         |

| Białystok 27 aprile 2019, ore 12:00 | Lowlanders Białystok | 22 – 8 (6-0 8-0 0-8 8-0) referto | Seahawks Gdynia | Stadion Miejski\| Arbitro: \| Leoniak \| |
| Arbitro:                            | Leoniak              |                                  |                 |                                          |

| Cracovia 4 maggio 2019 | Kraków Kings  | 7 – 37 (0-0 0-14 7-16 0-7) referto | Lowlanders Białystok | WKS Wawel\| Arbitro: \| Walentynowicz \| |
| Arbitro:               | Walentynowicz |                                    |                      |                                          |

| Olsztyn 12 maggio 2019 | Olsztyn Lakers | 7 – 48 (0-7 0-21 0-7 7-13) referto | Lowlanders Białystok | Boisko Dajtki |

| Białystok 25 maggio 2019, ore 19:00 | Lowlanders Białystok | 34 – 6 (14-6 14-0 6-0 0-0) referto | Warsaw Mets | Stadion Miejski\| Arbitro: \| Żak \| |
| Arbitro:                            | Żak                  |                                    |             |                                      |

| Białystok 1º giugno 2019, ore 19:30 | Lowlanders Białystok | 48 – 0 (14-0 14-0 6-0 14-0) referto | Wilki Łódzkie | Stadion Miejski\| Arbitro: \| Pruszkowski \| |
| Arbitro:                            | Pruszkowski          |                                     |               |                                              |

### Playoff
| Białystok 15 giugno 2019, ore 12:00 | Lowlanders Białystok | 49 – 19 (7-0 20-13 9-6 13-0) referto | Tychy Falcons | Stadion Miejski |

| Breslavia 29 giugno 2019 | Lowlanders Białystok | 14 – 28 (7-0 0-7 7-7 0-14) referto | Panthers Wrocław | Stadion Olimpijski\| Arbitro: \| Rączkowski \| |
| Arbitro:                 | Rączkowski           |                                    |                  |                                                |

## Statistiche di squadra
| Competizione      | %Vittorie | In casa | In casa | In casa | In casa | In casa | In casa | In trasferta | In trasferta | In trasferta | In trasferta | In trasferta | In trasferta | Totale | Totale | Totale | Totale | Totale | Totale |
| Competizione      | %Vittorie | G       | V       | N       | P       | Pf      | Ps      | G            | V            | N            | P            | Pf           | Ps           | G      | V      | N      | P      | Pf     | Ps     |
| ----------------- | --------- | ------- | ------- | ------- | ------- | ------- | ------- | ------------ | ------------ | ------------ | ------------ | ------------ | ------------ | ------ | ------ | ------ | ------ | ------ | ------ |
| Stagione regolare | .750      | 4       | 3       | 0       | 1       | 117     | 53      | 4            | 3            | 0            | 1            | 132          | 59           | 8      | 6      | 0      | 2      | 249    | 112    |
| Playoff           | .500      | 1       | 1       | 0       | 0       | 49      | 19      | 1            | 0            | 0            | 1            | 14           | 28           | 2      | 1      | 0      | 1      | 63     | 47     |
| Totale            | .700      | 5       | 4       | 0       | 1       | 166     | 72      | 5            | 3            | 0            | 2            | 146          | 87           | 10     | 7      | 0      | 3      | 312    | 159    |